# Avenue François-Mauriac
L'avenue François-Mauriac est une voie de la commune de Reims, située au sein du département de la Marne, en région Grand Est.

## Situation et accès
L'avenue François-Mauriac appartient administrativement Quartier Croix-Rouge.
Elle est à double sens avec une piste cyclable.

## Origine du nom
Elle porte le nom de l'écrivain François Mauriac depuis 1971.

## Historique

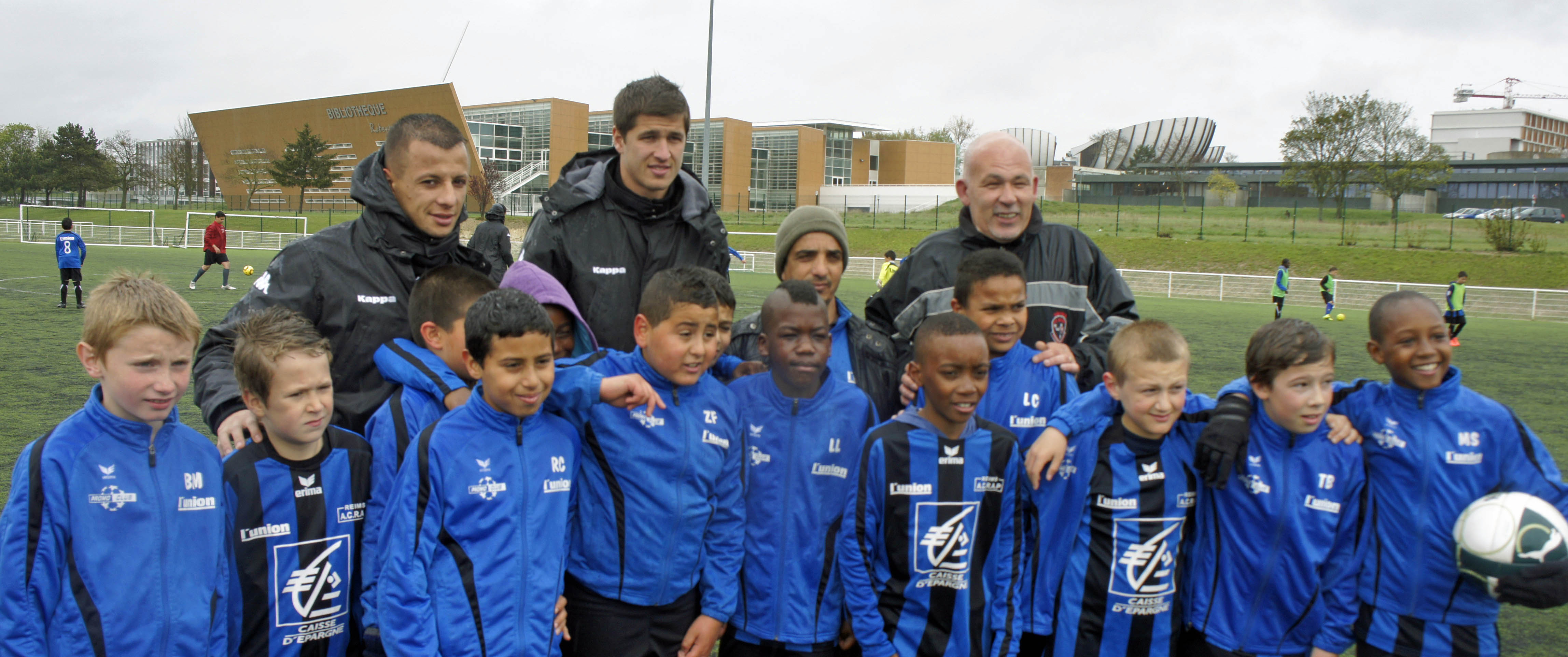
Terrain de football et bibliothèque Sorbon.

## Bâtiments remarquables
- Le complexe sportif Géo-André.
- Le CREPS.
- Un poste de police nationale.
- La bibliothèque Robert-de-Sorbon.